# Numerus Burgariorum et Veredariorum
Der Numerus Burgariorum et Veredariorum (deutsch Numerus der Burgarii und Veredarii) war eine römische Auxiliareinheit. Sie ist durch Inschriften belegt.
Die Sollstärke der Einheit ist unbekannt; sie lag aber vermutlich deutlich unter der Personalstärke einer Kohorte.

## Namensbestandteile
- Burgariorum et Veredariorum: der Burgarii und Veredarii. Ein Burgarius war ein Soldat, der zur Besatzung eines Wachturms (lat. Burgus) gehörte. Ein Veredarius war ein Post- oder Meldereiter. Laut Marcus Reuter dürfte es sich um einfache Fußsoldaten bzw. Reiter gehandelt haben, die aus regulären Auxiliareinheiten zu diesem Numerus abkommandiert worden waren.

## Geschichte
Der Numerus ist durch die Inschriften (CIL 3, 13795, CIL 3, 13796) belegt, die beide in Racovița im heutigen Rumänien gefunden wurden und die auf 138 bzw. 140 n. Chr. datiert sind.

## Standorte
Standorte des Numerus in Dacia inferior waren:
- Racovița: Die Inschriften (CIL 3, 13795, CIL 3, 13796) wurden hier gefunden. Aus der zweiten Inschrift geht hervor, dass die Soldaten des Numerus das Lager aufgrund der räumlichen Enge erweitert haben.

## Angehörige des Numerus
Angehörige des Numerus sind nicht bekannt.